# 1406
| 1406               |
| ------------------ |
| Dødsfald - Fødsler |
|                    |

| Gregoriansk kalender | 1406 MCDVI              |
| Ab urbe condita      | 2159                    |
| Armensk kalender     | 855 ԹՎ ՊԾԵ              |
| Kinesiske kalender   | 4102 – 4103 乙酉 – 丙戌 |
| Etiopisk kalender    | 1398 – 1399             |
| Jødisk kalender      | 5166 – 5167             |
| Hindukalendere       |                         |
| - Vikram Samvat      | 1461 – 1462             |
| - Shaka Samvat       | 1328 – 1329             |
| - Kali Yuga          | 4507 – 4508             |
| Iransk kalender      | 784 – 785               |
| Islamisk kalender    | 809 – 810               |

Regent i Danmark: Margrete 1. 1387-1412 og formelt Erik 7. af Pommern 1396-1439
Se også 1406 (tal)

## Begivenheder
- Erik 7. af Pommern bliver gift med prinsesse Philippa af England